# Bodies Without Organs
Bodies Without Organs는 스웨덴의 혼성 3인조 전자 음악 그룹으로, 흔히 약자인 BWO로 잘 알려져 있다. 2006년에 팀명의 약자인 'BWO'가 정식 표기가 되었으며, 2010년에 해체하였다.

## 음반 활동

### 정규 앨범
- 《Prototype》 (2005)
- 《Halcyon Days》 (2006)
- 《Halcyon Nights》 (2006)
- 《Fabricator》 (2007)
- 《Pandemonium》 (2008)
- 《Big Science》 (2009)
- 《Sunshine in the Rain – The Album》(2009)